# 费德林根
费德林根是德国石勒苏益格－荷尔斯泰因州的一个市镇。总面积9.69平方公里，总人口278人，其中男性137人，女性141人（2011年12月31日），人口密度29人/平方公里。